# 中西悠子
中西 悠子（なかにし ゆうこ、1981年4月24日 - ）は、日本の元競泳選手（マスターズ大会には出場している）で、枚方スイミングスクール(枚方SS)コーチ。専門種目はバタフライ。2004年アテネオリンピック200mバタフライ銅メダリスト。短水路200mバタフライの元世界記録保持者、100m・200mバタフライ元日本記録保持者。

## 経歴
大阪府池田市出身。池田市立石橋小学校、池田市立石橋中学校、大阪成蹊女子高等学校、近畿大学卒業。身長165cm、体重54kg。
0歳からベビースイミングで水泳を始め、7歳から本格的に競技を始める。中学生のころから太田伸コーチの指導を受ける。19歳のときシドニーオリンピックの代表になり、200mバタフライで自己ベストを出して7位に入賞する。
2003年世界水泳選手権とアテネオリンピック、2005年世界水泳選手権で銅メダルを獲得。大学卒業後は所属の枚方SSにそのまま就職し、コーチングスタッフとして働きながら競技生活を続けた。
2008年の日本短水路選手権では200mバタフライで短水路世界新記録を達成、4月の日本選手権では100m、200mで日本新記録を出して優勝し、3大会連続の五輪代表になる。しかし200mバタフライの世界ランキング1位で臨んだ北京オリンピックでは、5位に終わった。
2009年の日本選手権を欠場し世界選手権を断念。そしてレーザー・レーサーに代表されるいわゆる“高速対応水着”の使用が全面的に禁止された影響などもあり、日本選手権を前にした2010年4月12日に記者会見を開き、正式に選手としては引退することを表明した。今後はマスターズ大会に出場するとのことだが、当該日本選手権に萩原智子が現役復帰したことを引き合いに出され、記者から将来の現役復帰の可能性を尋ねられると、含みを残した。

## おもな戦績
- 1997年 東アジア競技大会 女子200mバタフライ 優勝
- 2000年 シドニーオリンピック 女子200mバタフライ 7位
- 2001年 世界水泳選手権 女子200mバタフライ 4位
- 2002年 アジア競技大会 女子200mバタフライ 優勝
- 2003年 世界水泳選手権 女子200mバタフライ 銅メダル
- 2004年 アテネオリンピック 女子200mバタフライ 銅メダル
- 2006年 パンパシフィック水泳選手権 女子200mバタフライ 2位（2分6秒52、自身の持つ日本記録を1秒47更新）
- 2006年 ドーハアジア競技大会 女子200mバタフライ 3位（2分09秒75）
- 2007年 世界競泳2007 女子200mバタフライ 5位（2分7秒65）
- 2008年 日本短水路選手権 女子200mバタフライ 世界新記録（2分03秒12）
- 2008年 日本選手権 女子100mバタフライ 優勝（58秒52、日本新記録）
- 2008年 日本選手権 女子200mバタフライ 優勝（2分6秒38、日本新記録）
- 2008年 北京オリンピック 女子200mバタフライ 5位

## 出演
- 炎の体育会TV（TBS）